# Ullevål IL
Ullevål IL är en idrottsförening i Oslo i Norge, bildad 5 juli 1920.
Klubben hette tidigare Kvik och bildades som Oslo Hagebyselskaps egen idrottsförening. Klubben rekryterar ungdomar till sportgymnastik och bandy i områdena kring Ullevål Hageby/Berg/Sogn/Blindern. Klubbens första bana låg vid Blindern gård och senare fick man mark av vid ändan av John Collets allé. Då Ullevaal Stadion stod klar 1929 blev Bergbanen inköpt och renoverad av Akers kommun med bidrag från Tåsen, Nydalen och Ullevål. Klubben bedrev fotboll, tennis, nordisk skidsport, alpin skidsport, sportgymnastik och friidrott.
Den senare så framgångsrika bandysektionen upprättades 1934.

## Meriter
- Norska mästare i bandy: 1974, 1975, 1978 och 2013
- Norska juniormästare i bandy
- Norska pojkmästare i bandy 1970

## Tidigare spelare
- Kjell-Ivar Engebretsen
- Erik Nordbrenden
- Frank Olafsen
- Vladimir Plavunov

### Fotnoter
1. ↑  Karl Andreas Kjelstrup (12 mars 2010). ”Klar for 90 nye år” (på norska). Nettavisen. http://www.nettavisen.no/dittoslo/klar-for-90-nye-ar/3423050835.html. Läst 28 september 2017.